# Tlalixtac de Cabrera
Tlalixtac de Cabrera är en kommunhuvudort i Mexiko.   Den ligger i kommunen Tlalixtac de Cabrera och delstaten Oaxaca, i den sydöstra delen av landet, 400 km sydost om huvudstaden Mexico City. Tlalixtac de Cabrera ligger 1 583 meter över havet och antalet invånare är 6 581.
Terrängen runt Tlalixtac de Cabrera är varierad. Runt Tlalixtac de Cabrera är det ganska tätbefolkat, med 52 invånare per kvadratkilometer. Närmaste större samhälle är Oaxaca de Juárez, 8,1 km väster om Tlalixtac de Cabrera. I omgivningarna runt Tlalixtac de Cabrera växer huvudsakligen savannskog.